# David Rasche
David Rasche (Saint Louis, 7 de agosto de 1944) é um ator norte-americano.
Tornou-se conhecido nos anos 1980, na telessérie Sledge Hammer!, e é na televisão que desenvolveu a maior parte de sua carreira.
Recentemente, participou dos filmes Burn After Reading (2008), In the loop (2009) e protagonizou a produção brasileira Olhos Azuis (2009), dirigido por José Joffily.